# Shuibosi
Shuibosi (kinesiska: 水泊寺, 水泊寺镇) är en köping i Kina. Den ligger i provinsen Shanxi, i den norra delen av landet, omkring 260 kilometer norr om provinshuvudstaden Taiyuan. Shuibosi ligger vid sjön Shijiazhai Shuiku.
Genomsnittlig årsnederbörd är 593 millimeter. Den regnigaste månaden är juli, med i genomsnitt 167 mm nederbörd, och den torraste är januari, med 3 mm nederbörd.